# Andrea Brustolon
Andrea Brustolon (Belluno, 20 de julio de 1662 - ibidem, 25 de octubre de 1732) fue un escultor italiano del periodo Barroco, reconocido principalmente por sus tallas en madera y diseño de mobiliario.

## Biografía y carrera artística
Nacido en Belluno, pequeña ciudad perteneciente a la República de Venecia, comenzó su trayectoria artística en el taller del escultor genovés Filippo Parodi, quien a su vez era seguidor de Bernini, y que se encontraba en el véneto atendiendo encargos en la propia Venecia y en Padua (1677).
Tras unos años de formación en Roma (1678-80) Brustolon se estableció en Venecia, donde las familias adineradas y las órdenes religiosas presentaban buenas oportunidades de trabajo. Se documenta a partir de 1680 su actividad en varias iglesias venecianas en labores de talla ornamental, en tal número que se supone la existencia de ayudantes que permitieran al artista la satisfacer la numerosa demanda.
Una de las obras más destacadas del autor en esta época veneciana es la bimah de la Sinagoga Scola Levantina, en el Ghetto del barrio de Cannaregio. Se dispone como un triunfal baldaquino sostenido por columnas salomónicas, con rica talla de follaje y guirnaldas de frutas y flores, en el que se muestra el gusto de Brustolon por las formas complejas y movidas, así como el uso de la madera vista, sin policromar, resaltando su calidad material; esto era posible por el empleo de maderas resistentes y duras, de acabado brillante, como nogal, boj o árboles frutales, o bien de procedencia exótica, como el ébano. Sin bien en la forma esta bimah recuerda al Baldaquino de la Basílica de San Pedro de Bernini, la decoración presenta un horror vacui característico del Barroco final.

Igualmente inspirados en Bernini, en este caso en la Cathedra Petri, serán los muebles que realizará para decorar las residencias de la aristocracia veneciana, como los Venier di San Vio o los Correr di San Simeone. De la obra berniniana toma el empleo de figuras humanas haciendo la función de cariátides o telamones en versión más reducida, generalmente aplicados a los soportes de los muebles, como patas o reposabrazos. Lo original del tratamiento que Brustolon hace de estos elementos es su naturalismo, su nivel de detallismo y la lectura de carácter simbólico, normalmente asociada a la mitología, con la que se pretende resaltar el poder, la riqueza y la cultura de los poseedores de estos objetos. Se trasciende así la mera función del mueble y este se convierte en un símbolo de estatus. 

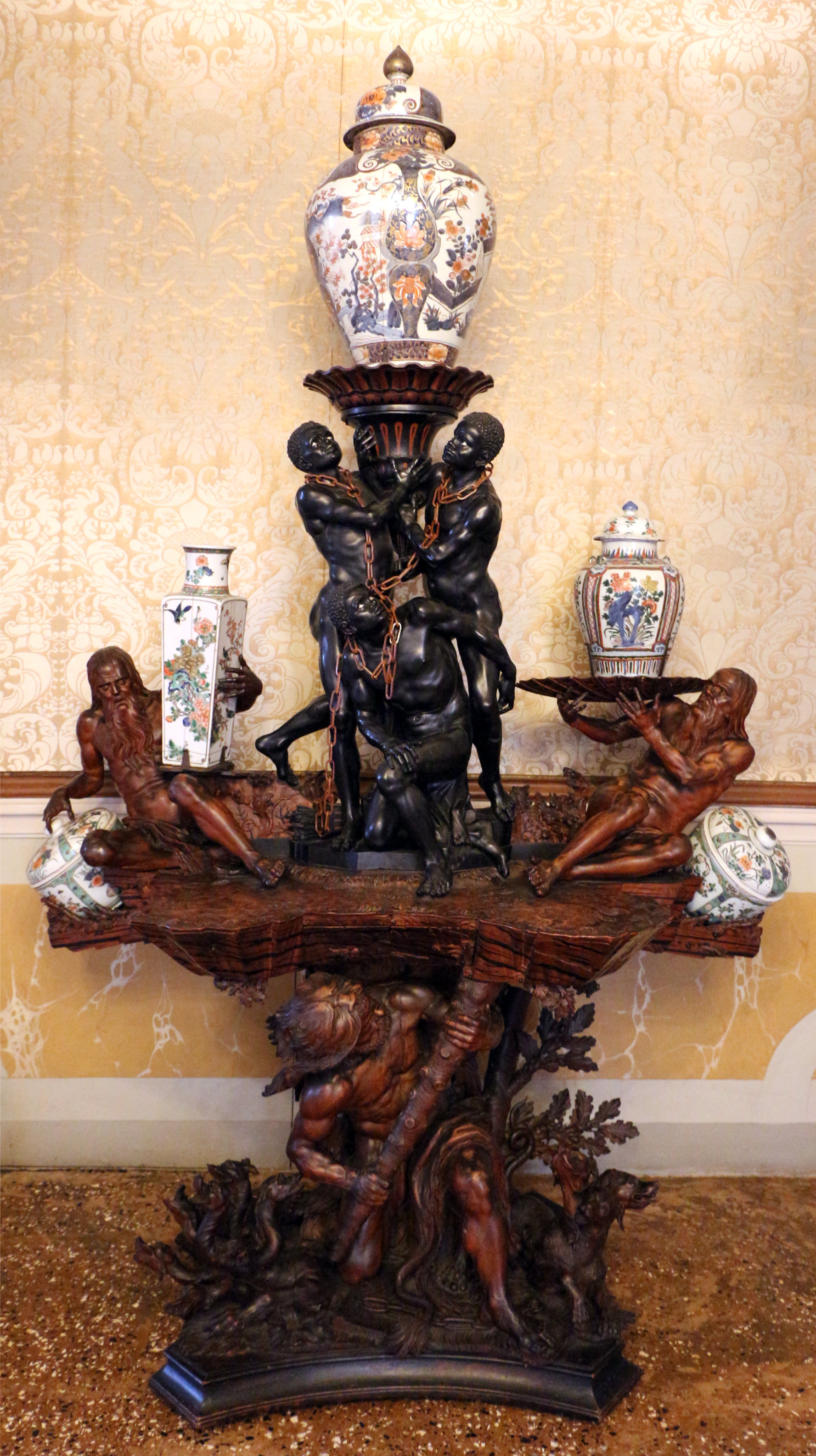
Andrea Brustolon: Consola para porcelana, circa 1700, Ca' Rezzonico, Venecia.

Ejemplo de todo ello es la pieza más conocida del escultor, la consola de la Sala Brustolon del Ca' Rezzonico de Venecia, encargada por la familia Venier. Es en realidad un expositor de porcelana, pero dado el bulto redondo de las figuras que lo componen, esta pieza supera la condición de mueble y se acerca más a la escultura propiamente dicha. Iconográficamente, presenta una combinación de elementos mitológicos grecorromanos (Hércules con el perro Cerbero y la Hidra de Lerna en la base, dioses fluviales en la parte superior) y otros de carácter exótico (etíopes o moros encadenados, jarrones de porcelana oriental) así como una amalgama de materiales: madera negra de ébano, madera de nogal, incrustaciones, porcelana... las figuras de los moros, características del autor, muestran un inusual interés por el desnudo masculino y un gran naturalismo, presente también en otras partes como los animales fantásticos de la base o la roca tapizada de vegetación que simula ser el tablero de la consola. Este mueble forma parte en realidad de un conjunto de figuras "portavasos" y esculturas exentas, que repiten el modelo a escala más simple y son muestra del gusto caprichoso y extravagante de las élites europeas de finales del siglo XVII y principios del XVIII. 
Otro fastuoso conjunto mobiliar le fue encargado por la familia veneciana de los Pisani, probablemente para la Villa Pisani de Stra. Se trata en este caso de un grupo de sillones tapizados, en cuyas patas y reposabrazos fueron talladas figuras representando los doce meses del año, incluyendo los Signos del Zodiaco y sus símbolos característicos. De nuevo el naturalismo y la atención al detalle, así como lo recargado de la talla y la originalidad iconográfica, hacen de estos muebles un ejemplo perfecto del gusto teatral del último Barroco, próximo al Rococó. Este conjunto se conserva hoy en el Palacio del Quirinal de Roma, decorando la llamada Sala del Zodiaco.

Asunción de la Virgen con santos y ángeles, c. 1715. Victoria and Albert Museum, Londres.

En el año 1685 el artista retornó a su ciudad natal de Belluno, y se centró en la escultura religiosa para conventos e iglesias. Siguió trabajando la madera y también el marfil. Datan de estos años los ángeles que flanquean el Altar de las reliquias de la Basílica de Santa Maria dei Frari de Venecia (1711), el relicario de santa Innocenza encargado por el obispo de Feltre (1715, conservado hoy en el Museo de Artes y Oficios de Hamburgo), el tabernáculo del altar del Rosario de la iglesia de Cortina d'Ampezzo (1724), los altares de san Francisco Javier y la Crucifixión para la iglesia de san Ignacio de Belluno (hoy en la iglesia de san Pietro de la misma ciudad, 1730) y el retablo de san Valentino de la iglesia de Mareson di Zoldo (1731). En estos años finales su arte se muestra más comedido, imbuido de cierto clasicismo, fruto quizá de la función devocional de las piezas, aunque no hay que descartar la influencia de otros artistas, como el pintor Gaspare Diziani, paisano y amigo suyo. 
Hay que señalar también, por su elevada calidad, un grupo de tallas en madera sin policromar, de asuntos religiosos y mitológicos, sobre peanas decorativas (Ticio, San Pedro liberado por el ángel, "El sacrificio de Isaac", La lucha de Jacob) que le fueron encargadas por clientes de la nobleza y aristócratas, en los que se evidencia el talento de  Brustolon para la composición escultórica.
El artista falleció en Belluno en 1732 y fue sepultado en la iglesia de san Pietro, donde se conservan algunas de sus obras más destacadas. Su tumba se perdió con las reformas que sufrió el edificio en el año 1831. No obstante, en la vía Mezzaterra de la misma ciudad, se conserva la casa del artista con una placa que recuerda las fechas de su nacimiento y muerte, colocada en 1891.

## Fortuna crítica y legado
En su faceta de creador de mobiliario, la fama y repercusión de Andrea Brustolon perduraron en el tiempo, especialmente en el ámbito veneciano. El estilo recargado y lujoso de sus creaciones, apropiado para los salones de aparato, fue muy demandado durante todo el siglo XVIII, y continuado por multitud de imitadores, sin llegar a la calidad de los originales. El encanto exótico de sus moros y alegorías y la destreza artesanal de sus esculturas fueron apreciados y replicados también en el siglo XIX, durante el periodo Romántico, con seguidores como el escultor Valentino Panciera Besarel. Honoré de Balzac, en su obra El primo Pons, se refiere al artista como "El Miguel Ángel de la madera".

## Galería de obras

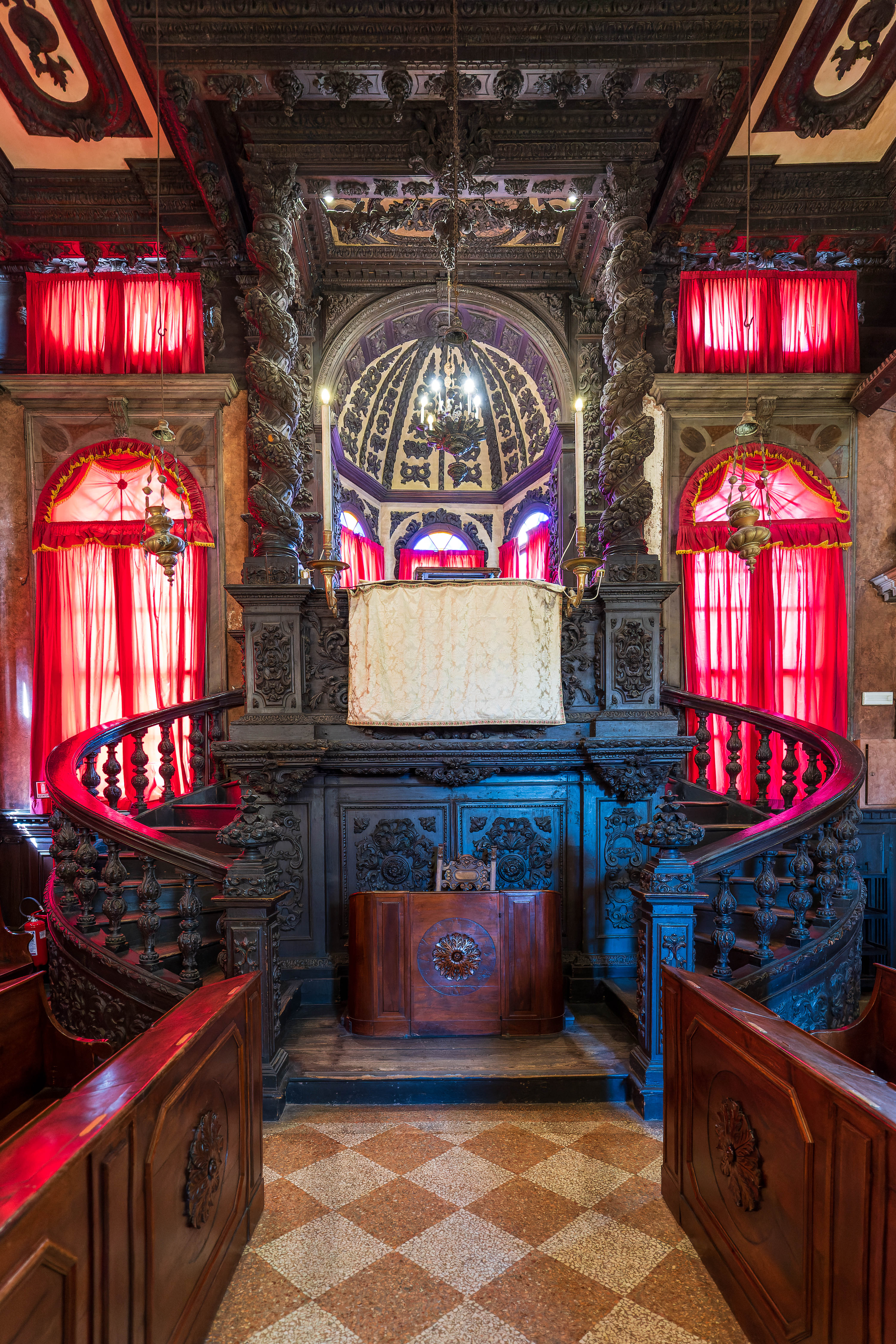
Bimah de la Scola Levantina c. 1680, Venecia.
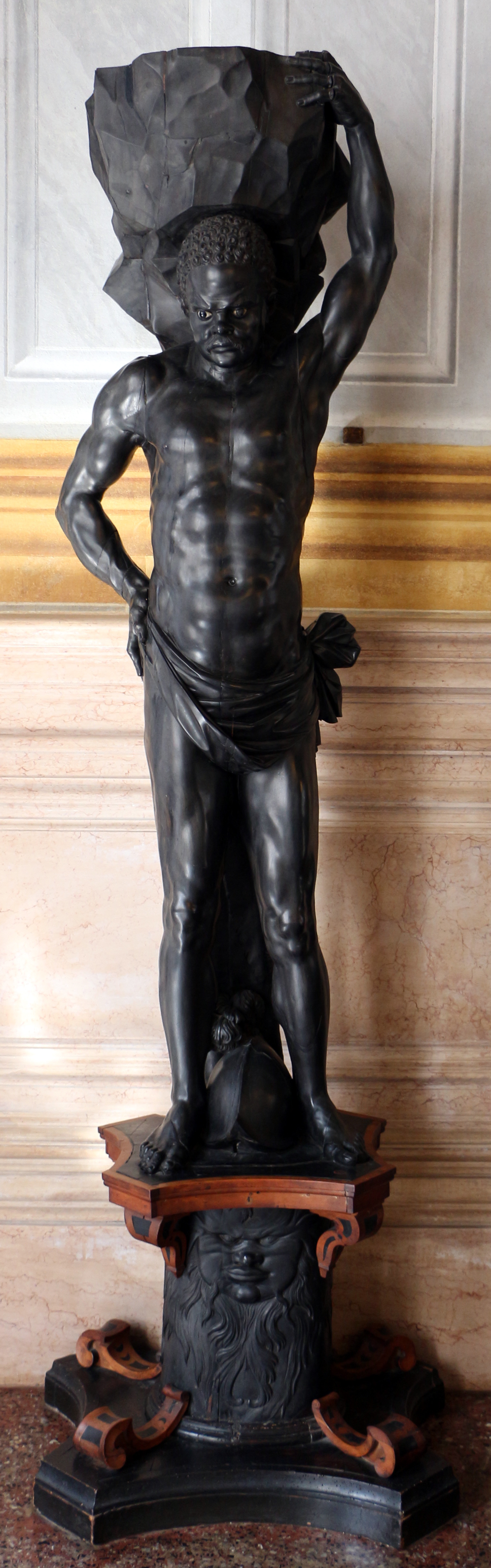
Guerrero etíope, c.1700. Ca' Rezzonico, Venecia.
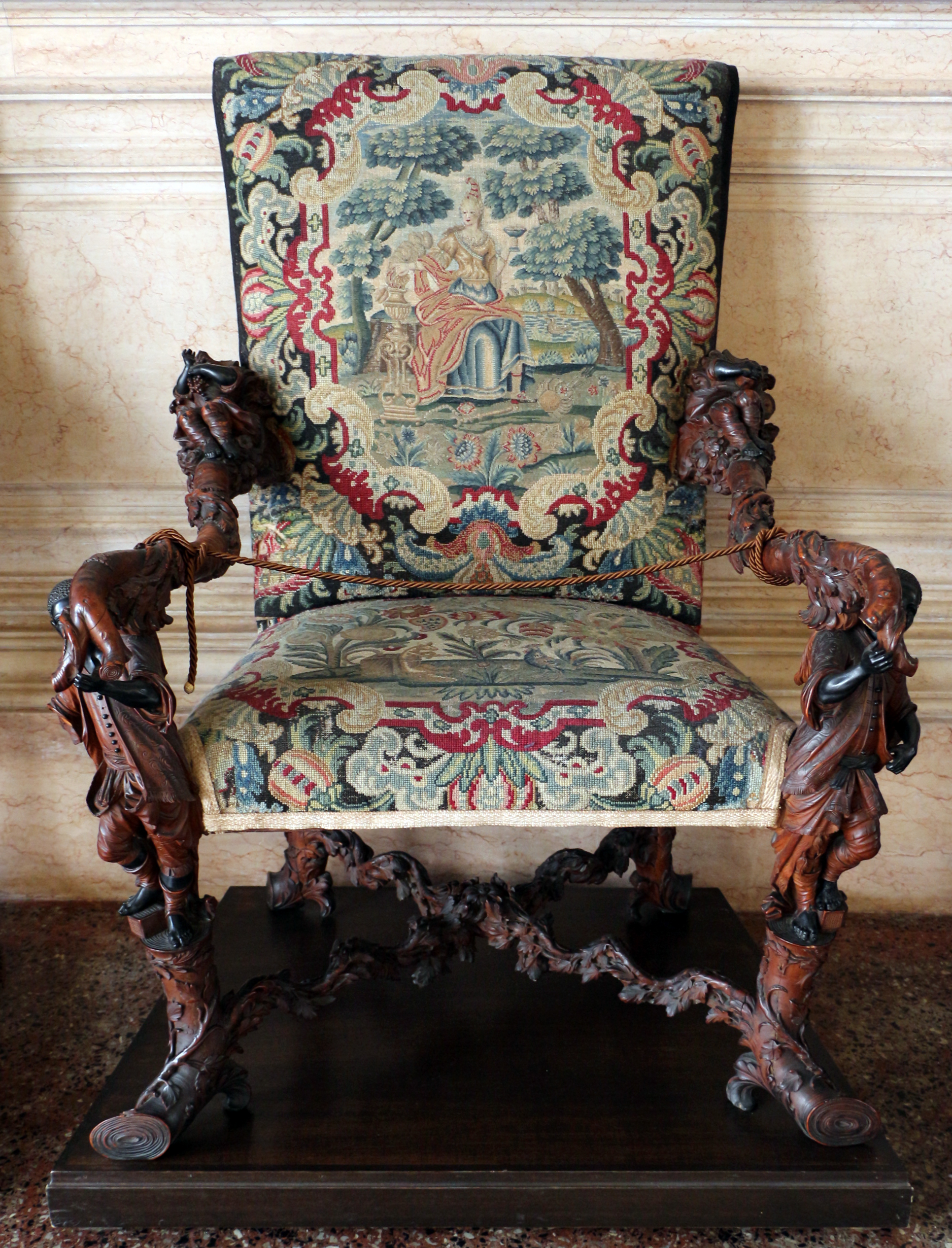
Silla con etíopes, c. 1700, Ca' Rezzonico.
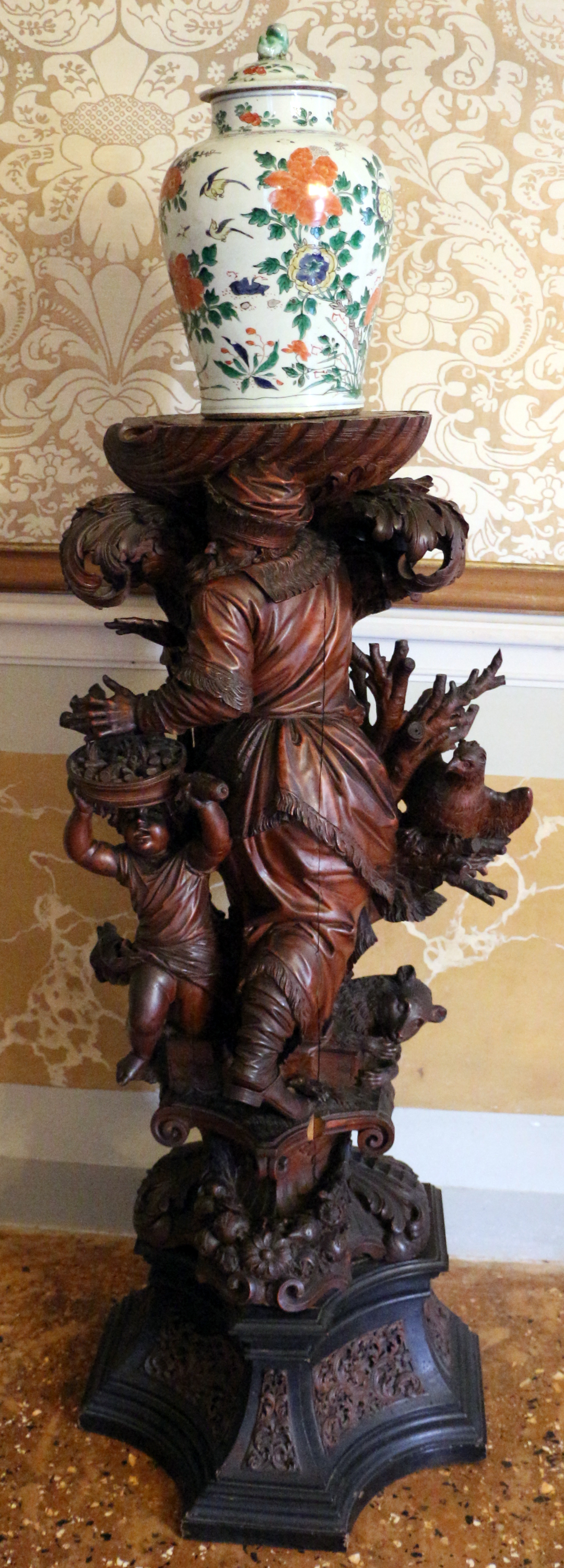
El invierno, figura portavasos, c. 1709, Ca' Rezzonico.
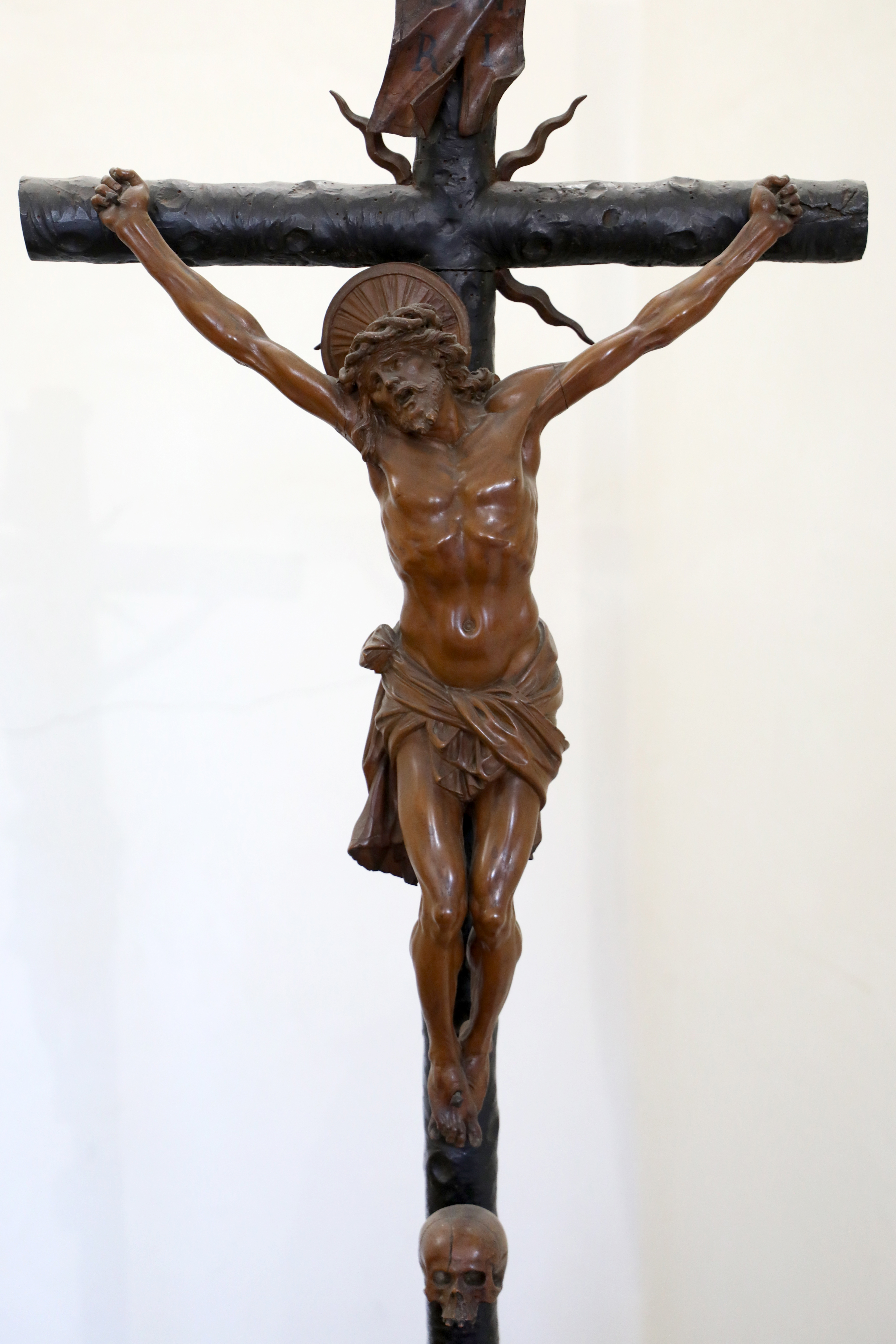
Crucifixión, c. 1702. Museo diocesano, Treviso.